# 鹅掌牡蛎
鹅掌牡蛎（学名：Planostrea pestigris）是牡蠣目牡蛎科掌牡蛎属的唯一物種。

## 分佈
主要分布于台湾、中国大陆，常栖息在潮间带至潮下带。模式產地位於呂宋島。

## 外部連結
- 維基物種上的相關：鹅掌牡蛎